# كاليب فرنسيس
كاليب فرنسيس (بالنرويجية البوكمول: Caleb Francis)‏ (8 فبراير 1968 بموريشيوس - ) هو مدرب كرة قدم ولاعب كرة قدم نرويجي في مركز الوسط. لعب مع Kongsvinger IL ‏ وUllensaker/Kisa IL ‏ ونادي ليلهامر ‏ وLarvik Fotball ‏ وKongsvinger IL Toppfotball ‏ ونادي برينه.

## وصلات خارجية
- كاليب فرنسيس على موقع IMDb (الإنجليزية)

- كاليب فرنسيس على موقع قاعدة بيانات كرة القدم.إي يو (الإنجليزية)